# القضاة التنفيذيون في المملكة الرومانية
القُضاة التنفيذيون في المملكة الرومانية في السابق وأثناء فترة حكم المملكة الرومانية كان يتم انتخاب القُضاة التنفيذيين من قِبل المسؤولين في المملكة. ويعتبر الملك الروماني هو القاضي التنفيذي الرئيسي في المملكة. وليس هذا وحسب بل كانت سُلطتة تكاد تكون مُطلقة. حيث كان رئيس السلطة التنفيذية، رئيس القساوسة، المُشرع الرئيسي، القاضي الرئيسي، وفوق كل ذلك رئيس الأركان الوحيد في الجيش. وكان أيضاً الوحيد الذي لدية سلطة في اختيار مساعدية وتحديد صلاحياتهم. وبخلاف معظم الملوك السابقين، كانت ترتكز سلطة الملك الروماني علي القانون، المستندات القانونية، وذلك من خلال التوكيل القانوني من قبل الإمبريوم (اللغة اللاتينية:"القيادة). ولم يكن يتمكن من الحصول علي هذه السلطة إلا من خلال إجراء عملية انتخابات ديمقراطية، ويمكن أن يتم عزلة نظرياً من منصبه. ولذلك لم يكن للملك أن يُورِث سلطتة بعد موته. لذا كانت تنتقل إلي مجلس الشيوخ الروماني والذي يقوم باختيار (يمكن أن نطلق عليه) ملك مؤقت لحين انتخاب ملك جديد. وبعد أن يتم انتخاب ملك جديد رسمياً من قِبل شعب ومجلس شيوخ روما، وبناً علي هذه الموافقة من مجلس الشيوخ الروماني يتم منح الملك الجديد إمبريوم (تعني اللغة اللاتينية: القيادة) من قبل الجمعية الشعبية.

## ملك روما
وفقاً للمؤرخ المعاصر سالوست فإن فئات السلطة القضائية (إمبريوم) كان يمتلكها الملك الروماني وكانت تعرف باسم (إمبريوم) (وتعرف باللغة اللاتينية: القيادة) التشريعية. ومن المحتمل أن هذا يعني أن القيد الوحيد الذي كان يلتزم به الملك هو مراعاة القانون موس مايوروم. فعلى سبيل المثال: كان الملك يستشير (ولم يكن ذلك الزامياً) مجلس الشيوخ قبل إتخاذ بعض القرارات. أما في الواقع، فلم يكن علي سلطة الملك أي قيود حقيقية. فعندما تندلع الحرب هو فقط من لدية السلطة لأمر وتنظيم الجيوش، ليس هذا وحسب بل كان هو من يختار القادة أثناء المعركة واتخاذ القرارات المناسبة. وهو أيضاً الذي لدية السلطة علي كل ممتلكات الدولة، ولم يقتصر الأمر علي ذلك، بل هو من يقوم بتقسيم غنائم الحرب والأراضي التي تم الإستيلاء عليها، وكان يعتبر أيضاً المُمثل الرئيسي للدولة إذا ما تعلق الأمر بالتواصل مع الآلهة أو قادة الدول الآخري. وكان بإمكانه أيضاً إصدار مرسوماً تشريعياً جديداً بمفرده. وفي القليل من الأحيان كانت تُقدم قرارات الملك الروماني إلي مجلس الشيوخ أو الجمعية الشعبية لمناقشتها والتصديق عليها وإذا تم رفضها من أي جهة لم يُعد ذلك سبباً لمنع تطبيق القرارات أو المراسيم. لكنه كان يلتزم في بعض الأحيان بقرارات مجلس الشيوخ أو الجمعية الشعبية. وذلك إما للضرورة أو لمراعاة التقاليد فقط. وعلى سبيل المثال، الملك هو فقط من لدية السلطة علي إعلان الحرب، لكنه أحياناً يُصدّق علي بعض قرارات الجمعية الشعبية. بالإضافة إلى ذلك، لم يَعتد ملك روما علي البت في المسائل التي تتعلق بقانون الأسرة، لذا فهو يُفوض الجمعية الشعبية بإقرار هذه المسائل. فالملك كان يتمتع بالسلطة المطلقة علي المحاكمات الجنائية والمدنية، ويُحتمل أنه كان يترأس المحاكم في المرحلة الأولى للقضية، ومن ثم يُحيل القضية لأحد مساعدية (قاضي)لتسويتها والبت فيا. أما بالنسبة إلى القضايا الجنائية الأكثر خطورة، فإن الملك يُحيلها إلي الشعب، ويتم انعقاد الجمعية الشعبية للبت فيها. وبالإضافة إلى ذلك، فعادةً ما يتلقي الملك الموافقة من قِبل الكهنة قبل إدخال الآلهة في مثل هذه المسائل. وكانت تعرف الفترة مابين موت الملك، إلي أن يتم انتخاب ملك جديد بخُلو العرش. وخلال هذه الفترة يتم اختيار عضو مؤقت من مجلس الشيوخ لحين انتخاب ملك جديد. وعندما يتم العثور علي المرشح المناسب لمنصب الملك، يُقدم إلي مجلس الشيوخ للموافقة المبدئية علي تنصيبه ملكاً. فلو صوت مجلس الشيوخ لصالح هذا المرشح، يتم تقديمة إلي انتخابات رسمية للإستفتاء عليه من قِبل شعب روما في الجمعية الكورية (الجمعية الشعبية). وبعد أن يتم انتخاب المُرشح من قِبل الجمعية الشعبية، يُصدّق مجلس الشيوخ علي الانتخابات من خلال إصدار قرار من (الأوكتوريتاس أو سُلطة الآباء). ومنذ اختيار أي مرشح (المُنصب) من قِبل مجلس الشيوخ الروماني تعتبر الأوكتوريتاس في المقام الأول كضامن ضد أي محاولة فساد أو استبداد من قِبل (المُنصب). ومن ثم يتم تنصيب المرشح رسمياً ملكاً للبلاد. ثم بعد ذلك يبدأ الملك بمُزاولة أعماله واهتماماته (وايضاً يقوم ببعض الطقوس الدينية والتي يُباشرها أي ملك جديد للحصول علي البِشارات والبركات من الآلهة) ويصبح مُفوض بالسلطة القضائية من قِبل الجمعية الشعبية (وذلك من خلال إقرار قانون يُعرف باسم قانون الجمعية الكورية). من الناحية النظرية، أنه تم انتخاب الملك من قِبل الشعب، لكن في الواقع، مجلس الشيوخ الروماني هو الذي يمتلك السلطة الحقيقية لانتخاب الملوك الجُدد. بخلاف الجمعية الشعبية فهي لا يمكنها ذلك، لكن بإمكانها التصويت ضد مرشح معين.